# Grand Prix Bruno Beghelli féminin 2017
La 2e édition du Grand Prix Bruno Beghelli féminin a eu lieu le 1er octobre 2017. Elle fait partie du calendrier UCI en catégorie 1.1 et se court le lendemain du Tour d'Émilie, qui se déroule dans la même région. Elle est remportée par l'Italienne Marta Bastianelli.

## Parcours
Le parcours est relativement vallonné avec un succession de côtes sur le circuit.

### Équipes
| Équipes féminines professionnelles (12)- Alé Cipollini Galassia - Aromitalia Vaiano - Astana Women's Team - BePink Cogeas - BTC City Ljubljana - Conceria Zabri-Fannini-Guerciotti - Cylance Pro Cycling - Giusfredi-Bianchi - SC Michela Fanini - Servetto Giusta - Top Girls Fassa Bortolo - Valcar PBM Équipes nationales (3)- Italie - Russie - Tanzanie Équipe féminines amateur (4)- ACS Cycling Chirio - Eurotarget Still Bike ASD - Vallerbike - Wilier Triestina-Selle Italia |
| |

En sus, la sélection régionale de Vénétie participe à l'épreuve.

## Récit de course
La victoire est disputée dans un sprint massif où Marta Bastianelli s'impose facilement devant Elisa Balsamo et Letizia Paternoster,.

## Classements

### Classement final
| \| Classement général \| Classement général \| Classement général \| Classement général \| Classement général \| \| Coureuse \| Coureuse \| Pays \| Équipe \| Temps \| \| ------------------ \| ------------------------- \| ------------------ \| ----------------------- \| ------------------ \| \| 1re \| Marta Bastianelli \| Italie \| Alé Cipollini \| 1 h 59 min 31 s \| \| 2e \| Elisa Balsamo \| Italie \| Valcar PBM \| + 0 s \| \| 3e \| Letizia Paternoster \| Italie \| \| + 0 s \| \| 4e \| Sofia Bertizzolo \| Italie \| Astana Women's Team \| + 0 s \| \| 5e \| Maria Giulia Confalonieri \| Italie \| Lensworld-Kuota \| + 0 s \| \| 6e \| Sheyla Gutiérrez \| Espagne \| Cylance \| + 0 s \| \| 7e \| Rasa Leleivytė \| Lituanie \| Aromitalia Vaiano \| + 0 s \| \| 8e \| Nadia Quagliotto \| Italie \| Top Girls Fassa Bortolo \| + 0 s \| \| 9e \| Rachele Barbieri \| Italie \| Cylance \| + 0 s \| \| 10e \| Michela Balducci \| Italie \| Giusfredi-Bianchi \| + 0 s \| |                           |          |                         |                 |
| |                           |          |                         |                 |
| Source : ProCyclingStats |                           |          |                         |                 |
| Classement général |                           |          |                         |                 |
| Coureuse | Coureuse                  | Pays     | Équipe                  | Temps           |
| 1re | Marta Bastianelli         | Italie   | Alé Cipollini           | 1 h 59 min 31 s |
| 2e | Elisa Balsamo             | Italie   | Valcar PBM              | + 0 s           |
| 3e | Letizia Paternoster       | Italie   |                         | + 0 s           |
| 4e | Sofia Bertizzolo          | Italie   | Astana Women's Team     | + 0 s           |
| 5e | Maria Giulia Confalonieri | Italie   | Lensworld-Kuota         | + 0 s           |
| 6e | Sheyla Gutiérrez          | Espagne  | Cylance                 | + 0 s           |
| 7e | Rasa Leleivytė            | Lituanie | Aromitalia Vaiano       | + 0 s           |
| 8e | Nadia Quagliotto          | Italie   | Top Girls Fassa Bortolo | + 0 s           |
| 9e | Rachele Barbieri          | Italie   | Cylance                 | + 0 s           |
| 10e | Michela Balducci          | Italie   | Giusfredi-Bianchi       | + 0 s           |

## Liste des partantes
Source.

### Barème des points UCI
| Position,          | 1er | 2e | 3e | 4e | 5e | 6e | 7e | 8e | 9e | 10e | 11e | 12e | 13e | 14e | 15e | 16e | 17e | 18e |
| Classement général | 80  | 60 | 45 | 35 | 30 | 25 | 21 | 18 | 15 | 12  | 10  | 8   | 6   | 5   | 4   | 3   | 2   | 1   |

### Primes
L'épreuve attribue les primes suivantes :
| Position | 1er   | 2e    | 3e    | 4e    | 5e    | 6e    | 7e    | 8e    | 9e    | 10e  |
| Prix     | 372 € | 320 € | 268 € | 162 € | 149 € | 138 € | 127 € | 117 € | 106 € | 95 € |

La onzième place donne 85 €, la douzième 74 €, la treizième 65 €, la quatorzième 52 €, la quinzième place 41 €, et celles de seize à vingt 27 €.